# Князьков, Сергей Алексеевич
Сергей Алексеевич Князьков (25 сентября 1896, Судиславский район, Костромская область — 6 марта 1976, Москва) — советский военный деятель, Генерал-лейтенант (1949 год). Доцент (1955 год).

## Начальная биография
Сергей Алексеевич Князьков родился 25 сентября 1896 года в деревне Кунцерово ныне Судиславского района Костромской области в крестьянской семье.

## Военная служба

### Первая мировая и гражданская войны
В августе 1915 года был призван в ряды Русской императорской армии и направлен в дислоцированный в Москве 196-й пехотный запасной батальон, где служил рядовым, а в январе 1916 года был переведён в Ораниенбаумскую пехотную школу. . С мая служил младшим унтер-офицером 2-го запасного пулемётного полка, дислоцированного в Стрельне, а в июне был направлен на Юго-Западный фронт, где воевал в составе 140-го пехотного Зарайского полка 35-й пехотной дивизии младшим и старшим унтер-офицером, командиром отделения и пулемётного взвода. В 1916 году Князьков был контужен. В августе 1917 года был направлен на учёбу в школу прапорщиков Юго-Западного фронта, дислоциррованную в Житомире. После окончания школы служил на должности командира взвода в пехотном запасном полку, дислоцированном в Костроме.
Князьков в конце февраля 1918 года был демобилизован в чине прапорщика, и в августе того же года вступил в ряды РККА, после чего был назначен на должность делопроизводителя Завражинского волостного военного комиссариата Костромской губернии, в январе 1919 года — на должность помощника командира и командира роты 1-го запасного батальона в Костроме, в феврале — на должность командира роты запасного полка (3-я армия, Восточный фронт), дислоцированного в городе Вятка.
В апреле 1919 года был назначен на должность инструктора, а затем — на должность заместителя начальника пулемётной школы в 3-й бригаде 30-й стрелковой дивизии, в составе которой принимал участие в Пермской, Петропавловской, Омской, Новониколаевской и Красноярской операциях на Восточном фронте против войск под командованием адмирала А. В. Колчака.
В феврале 1920 года заболел тифом и направлен в госпиталь. После излечения в апреле того же года был назначен на должность начальника пулемётной команды 34-го запасного полка, дислоцированного в Омске, а в июне — на должность командира пулемётной роты 17-го отдельного запасного батальона, дислоцированного в Петропавловске.
В марте 1921 года, находясь на должности командира отряда, принимал участие в подавлении ишимско-петропавловского кулацкого восстания.

### Межвоенное время
В мае 1921 года Князьков был назначен на должность начальника пулемётной команды 33-го запасного полка, дислоцированного в Омске, а затем был назначен на эту же должность в учебно-кадровый полк (29-я стрелковая дивизия, Западно-Сибирский военный округ), который в июне 1922 года был расформирован, а Князьков был направлен в 87-й стрелковый полк (29-я стрелковая дивизия), дислоцированный в Омске, а затем передислоцированный в Дорогобуж. В полку Князьков исполнял должности командира пулемётной роты, помощника командира и командира батальона.
В марте 1928 года был назначен на должность командира 21-го отдельного пулеметного батальона, дислоцированного в Смоленске.
После окончания курсов усовершенствования комсостава «Выстрел» в ноябре 1931 года был назначен на должность командира 81-го стрелкового полка (27-я стрелковая дивизия), дислоцированного в Витебске, в августе 1937 года — на должность помощника командира 4-й стрелковой дивизии (5-й стрелковый корпус), дислоцированного в Слуцке, а с августа 1938 года исполнял должность командира этой дивизии.
В августе 1939 года Князьков был назначен на должность командира 150-й стрелковой дивизии (г. Слуцк, Белорусский военный округ), которая принимала участие в польском походе в Западную Белоруссию, а также в боевых действиях на Карельском перешейке во время советско-финской войны. В декабре 1939 года дивизия в составе оперативной группы под командованием комкора В. Д. Грендаля в ходе наступления на правом фланге 7-й армии форсировала реку Тайпален-йоки, захватив плацдарм на её северном берегу, после чего безуспешно пыталась преодолеть Таипаленский узел сопротивления противника.
В феврале 1940 года Князьков находился в распоряжении Военного совета 13-й армии, с того же месяца исполнял должность командира 43-й стрелковой дивизии. В апреле 1940 года был назначен на должность начальника Калинковичского пехотного училища (Калинковичи, Гомельская область), преобразованного в мае 1941 года в Вышневолоцкое в связи с передислокацией училища в Вышний Волочок (Калининская область).

### Великая Отечественная война
В августе 1941 года был назначен на должность формируемой в городе Иваново 332-й стрелковой дивизии имени М. В. Фрунзе, которая после завершения формирования была включена в состав Московской зоны обороны и размещалась юго-западнее Москвы в районе населённых пунктов Красное, Чертаново, Царицыно, Брошлево. 7 ноября 1941 года 332-я стрелковая дивизия участвовала в параде на Красной площади.
С декабря 1941 года дивизия под командованием Князькова принимала участие в ходе Торопецко-Холмской наступательной операции, во время которой освободила города Пено, Андреаполь, Западная Двина и Пржевальск.
В апреле 1942 года был назначен на должность командира 16-й гвардейской стрелковой дивизии, которая принимала участие в ходе Ржевско-Сычёвской наступательной операции.
В сентябре 1942 года был назначен на должность командира 28-й стрелковой дивизии, в марте 1943 года — на должность заместителя командующего 39-й армией, а в июле того же года — на должность командира 84-го стрелкового корпуса, который принимал участие в ходе Духовщинско-Демидовской наступательной операции. За успешное руководство корпусом в этой операции Сергей Алексеевич Князьков был награждён орденом Суворова 2 степени.
В октябре 1943 года Князьков был назначен на должность заместителя командующего 3-й ударной армией.
В мае 1944 года направлен на учёбу на ускоренный курс при Высшей военной академии имени К. Е. Ворошилова, после окончания которого в январе 1945 года был назначен на должность командира 71-го стрелкового корпуса в составе 31-й армии, который принимал участие в ходе Восточно-Прусской, Берлинской и Пражской наступательных операциях. День Победы встретил в Силезии, назначен первым военным комендантом города Грайффенберг.

### Послевоенная карьера
В июне 1945 года Князьков был назначен на должность командира 39-го гвардейского стрелкового Венского корпуса в составе Центральной группы войск, размещавшегося в Венгрии (штаб — в городе Циглет под Будапештом).
С января 1946 года служил в Высшей военной академии имени К. Е. Ворошилова на должностях старшего преподавателя, заместителя начальника и начальника кафедры тактики высших соединений, а также консультанта академии. В 1951 году были присвоены права окончившего Высшую военную академию имени К. Е. Ворошилова с выдачей диплома и нагрудного знака, а в 1955 году присвоено ученое звание «доцент».
Уволен в запас по состоянию здоровья 13 октября 1962 года. Принимал активное участие в работе ветеранских организаций 332-й, 28-й стрелковых, 16-й гвардейской стрелковой дивизий, 3-й и 4-й ударных, 31-й и 39-й армий, Военной Академии Генерального штаба Вооруженных Сил СССР.
Генерал-лейтенант в отставке С. А. Князьков скончался 6 марта 1976 года в Москве. Похоронен на Кунцевском кладбище.

## Семья
Жена — Таисия Николаевна Князькова. 4 марта 2020 года в костромской газете «Северная правда» была опубликована статья «Любили и верили в Победу» о переписке генерала Князькова Сергея Алексеевича с женой Таисией Николаевной во время Великой Отечественной войны.
- Сын — Анатолий, полковник;
  - Внук — Сергей, полковник.

## Воинские звания
- Генерал-майор (27 января 1943 года);
- Генерал-лейтенант (11 мая 1949 года).

## Награды
- Два ордена Ленина (21.02.1945, 27.06.1945);
- Три ордена Красного Знамени (30.01.1943, 03.11.1944, 20.06.1949);
- Орден Суворова 2-й степени (22.09.1943);
- Орден Кутузова 2-й степени (19.04.1945);
- Медали[1].